# Dermestes dimidiatus
Dermestes dimidiatus is een keversoort uit de familie spektorren (Dermestidae). De wetenschappelijke naam van de soort werd in 1802 gepubliceerd door Boeber.